# Indium(II)-sulfid
Indium(II)-sulfid ist eine anorganische chemische Verbindung des Indiums aus der Gruppe der Sulfide und neben Indium(I)-sulfid und Indium(III)-sulfid eines der bekannten Indiumsulfide.

## Gewinnung und Darstellung
Indium(II)-sulfid kann durch Reaktion von Indium mit Schwefel gewonnen werden.
{\displaystyle \mathrm {In+S\longrightarrow InS} }

## Eigenschaften
Indium(II)-sulfid ist ein rotbrauner Feststoff. Er hat eine orthorhombische Kristallstruktur mit der Raumgruppe Pnnm (Raumgruppen-Nr. 58) und den Gitterparametern a = 444,3 pm, b = 1064,2 pm, c = 394,0 pm. Die Kristallstruktur besteht aus In24+-Kationen, die durch überbrückende Schwefelatome mit benachbarten Kationen verbunden sind, so dass ein dreidimensionales Netzwerk resultiert.